# جون هنري باروز
جون هنري باروز (بالإنجليزية: John Henry Barrows)‏ هو رجل دين أمريكي، ولد في 1847 في بلدة ميدينا في الولايات المتحدة، وتوفي في 1902 في أوبرلين في الولايات المتحدة.